# Dreislar
Dreislar ist ein Ortsteil der Stadt Medebach im Hochsauerlandkreis mit 339 Einwohnern (Stand Februar 2021).

## Geographische Lage
Dreislar liegt im Südostteil des Hochsauerlandkreises etwa 5,5 km südsüdwestlich der Kernstadt von Medebach auf einer Höhe von etwa 380 m ü. NN. Durch das Dorf verlaufen der Nuhne-Zufluss Olfe (Ölfe), in welche von Norden kommend Die Oswinkel mündet, und die Kreisstraße 56, die westlich nach Hesborn und nördlich nach Medelon führt.

## Geschichte
1388 hatte Kloster Glindfeld im Ort Grundbesitz. Ein Zehnt war 1413 im Besitz des Grafen von Wittgenstein. 1548 wurde Dreislar als Dorf bezeichnet, das gemeinsam mit Elkeringhausen und Braunshausen dem Medebacher Amtmann Hermann von Viermünden dienen musste. Zu dieser Zeit gehörte es zum Amt Medebach. 1565 wurden 11 Steuerpflichtige gezählt. 1802 fiel der Ort mit dem Herzogtum Westfalen an die Landgrafschaft Hessen-Darmstadt. Ab 1816 gehörte Dreislar zu Preußen. Zuerst war es dem Kreis Medebach zugeordnet, dann als Teil des Amtes Medebach zum Kreis Brilon.
1864 hatte der Ort 254 Einwohner. Bis 1939 stieg ihre Zahl bis auf 288. Nach dem Zweiten Weltkrieg stieg ihre Zahl kurzzeitig (1950) auf 366 an. 1966 war ihre Zahl wieder auf 321 abgesunken.
In der Nacht vom 19. auf den 20. Oktober 1944 stürzte ein deutscher Nachtjäger vom Typ Messerschmitt Bf 110 vom Nachtjagdgeschwader (NJG) 1 nach Feindbeschuss beim Dorf ab. Die drei gefallenen Besatzungsmitglieder wurden auf dem Dorffriedhof begraben. Gegen Ende des Zweiten Weltkrieges durchfuhren die ersten amerikanischen Soldaten mit ihren Panzern von Süden aus Braunshausen kommend am 29. März 1945 den Ort. Erst am 1. April quartierten sich US-Soldaten bis zum 2. April kurzzeitig im Dorf ein. Von Kampfhandlungen blieb der Ort verschont, nur zum Diebstahl von Wertsachen durch US-Truppen kam es im Ort. Während dieses Krieges starben 18 Einwohner als Soldaten der Wehrmacht.
Bis 1969 gehörte der Ort zum Amt Medebach und hatte bei einer Fläche von 6,2 km² 290 Einwohner (1961). Davon waren 286 katholisch. Evangelische gab es keine. Von den Erwerbspersonen waren 106 (58,5 %) in Land- und Forstwirtschaft, 57 (31,5 %) im produzierenden Gewerbe und der Rest in sonstigen Berufssparten beschäftigt.
Am 1. Juli 1969 wurde die Gemeinde Dreislar im Rahmen der kommunalen Neugliederung mit dem Gesetz zur Neugliederung von Gemeinden des Landkreises Brilon in die Stadt Medebach eingegliedert.

## Wirtschaft
Von Bedeutung vor allem nach dem Zweiten Weltkrieg war das Schwerspatbergwerk Dreislar. Nachdem die Lagerstätten erschöpft waren, wurde es 2007 geschlossen. Dreislar ist auch heute noch weitgehend landwirtschaftlich geprägt. Daneben spielt auch der Tourismus eine Rolle.

## Sport

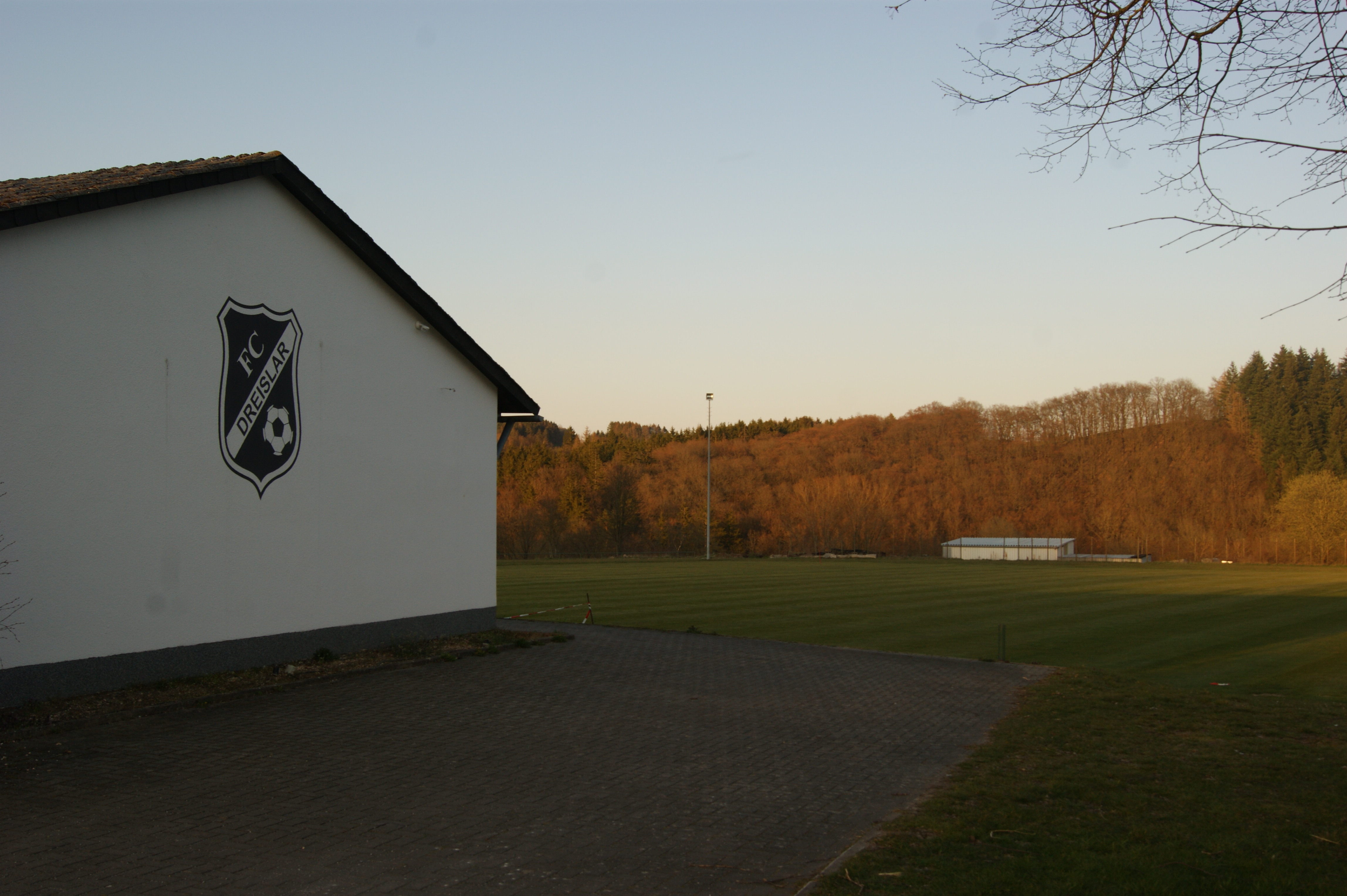
Blick auf das Sportheim und den Sportplatz

Der erste Sportverein Sauerlandia wurde um 1922 in der Nachkriegszeit des Ersten Weltkriegs gegründet. Sauerlandia war jedoch mehr als ein Sportverein, da die Mitglieder für das Dorfleben tätig wurden. So widmete man sich im Winter dem Theaterspiel, auch Karnevalsumzüge wurden viele Jahre von den Mitgliedern organisiert. Fußball konnte jedoch nur dann gespielt werden, wenn weder Schnee noch Eis lag. 1929 bekam der Verein seine erste offizielle Sportstätte. Zwei Jahre später trat Sauerlandia dem Fußballverband bei. Von Beginn des Zweiten Weltkriegs bis 1951 ruhten die Vereinstätigkeiten. Schließlich wurde der Spielbetrieb wieder aufgenommen und auch um den Karneval hatte man sich wieder gekümmert.
Da in den 1960er Jahren einige wichtige Spieler den Verein verließen, kam es am 19. Januar 1969 zu einer Neugründung des Vereins. Der neue Dorfverein hieß ab dann FC Dreislar. 1971/72 wurde der heutige Sportplatz errichtet. Das Sportheim wurde am 2. Dezember 1978 feierlich eröffnet.

### Besonderes
13 Jahre nachdem der Bundestag des DFB das Frauenfußballverbot aufgehoben hatte, traten am 23. Januar 1983 zehn Frauen dem FC Dreislar bei, so dass die Damenmannschaft ihren Betrieb aufgenommen hat.

## Sehenswürdigkeiten

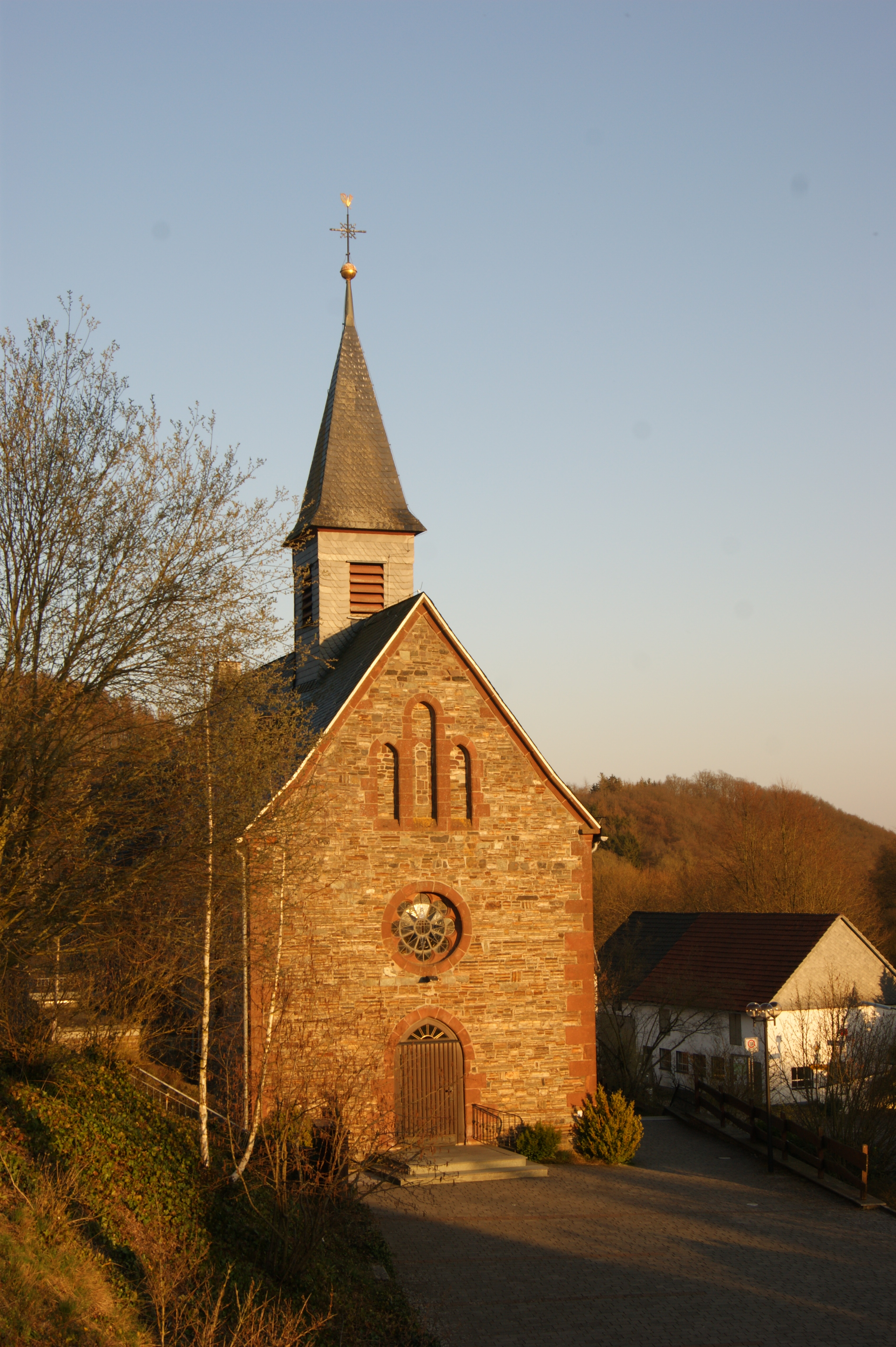
Blick von der Eingangsseite auf die Kapelle

Die neugotische St. Franziskus-Kirche stammt aus dem Jahr 1864. Sie hatte ein Vorläufergebäude um 1650, welches dem Heiligen Franziskus Seraphicus geweiht war. Dreislar gehörte zum Dekanat Medebach.
Seit dem 8. August 2008 existiert in der ehemaligen Schule des Ortes ein Schwerspatmuseum.